# Hu Haifeng
Hu Haifeng, né en novembre 1972, est un homme d'affaires chinois et le fils de l'ancien président Hu Jintao. Il est titulaire d'une maîtrise en droit, d'un EMBA et d'un doctorat de l'université Tsinghua.

## Biographie
Hu Haifeng a obtenu un Executive MBA de l'école d'économie et de gestion à l'université Tsinghua. Il a été le président de Nuctech, une société liée à l'université Tsinghua créée dans les années 1990 et devenue l'un des principaux fournisseurs mondiaux d'équipements de sécurité, tels que des scanners de bagages et des détecteurs de métaux pour les aéroports.
En 2008, Hu Haifeng est promu secrétaire du Parti communiste de Tsinghua Holdings, qui contrôle Nuctech et plus de 20 autres sociétés.
En juillet 2009, le gouvernement namibien inculpe Nuctech de corruption. La société fait l'objet d'allégations répétées de concurrence déloyale dans l'Union européenne, ainsi que de corruption et d'abus de pouvoir aux Philippines. En Afrique du Sud, des enquêtes de corruption sont menées au sujet d'un contrat obtenu par la société de vente de scanners,.
Depuis 2010, il dirige l’Institut de recherche du Delta du Yangzi, institut lui aussi lié à l’université Qinghua.
Il est nommé vice-ministre du ministère des Affaires civiles en 2024.

### Parcours professionnel et politique
- 2006-2008 : président de Nuctech
- 2008-juin 2009 : secrétaire du Parti communiste de Tsinghua Holdings
- Septembre 2009-décembre 2009 :  Secrétaire général adjoint de l'Université Tsinghua
- À partir du 31 décembre 2023 : vice-ministre du ministère des Affaires civiles[6]

### Formation
- 1988-1991 : Beijing No.2 High School
- université Tsinghua[7]

## Famille
Hu Haifeng a deux filles et un fils. Sa fille aînée a épousé Sean Tong, l'un des fondateurs de Boyu Capital et ancien directeur général de General Atlantic Service Company, L.P. La plus jeune fille de Hu Haifeng a épousé le petit-fils de Yu Zhengsheng, Yu a tenu une réunion bilatérale avec Barack Obama lors du voyage présidentiel international de Barack Obama en Shanghai en 2009.